# Heleen Hage
Heleen Hage (Sint-Maartensdijk, Tholen, 13 d'octubre de 1958) va una ciclista neerlandesa, guanyadora d'una medalla de plata al Campionat del Món en ruta de 1987, per darrere de la francesa Jeannie Longo.
Les seves germanes Bella, Keetie i Ciska també es van dedicar al ciclisme, així com el seu nebot Jan van Velzen.

## Palmarès
- 1984
  - Vencedora de 3 etapes al Tour de França
- 1985
  - Vencedora d'una etapa al Tour de França
- 1986
  -  Campiona dels Països Baixos en ruta
- 1988
  - 1a al Hel van het Mergelland